# Széll Kálmán (politikus)
Dukai és szentgyörgyvölgyi Széll Kálmán (teljes nevén Széll Kálmán Ignác Kristóf) (Gasztony, Osztrák Császárság, 1843. június 8. – Rátót, Ausztria–Magyarország, 1915. augusztus 16.) a dukai és szentgyörgyvölgyi köznemesi Széll családból való magyar politikus, valóságos belső titkos tanácsos, előbb a Tisza Kálmán-kormány első pénzügyminisztere, majd a Magyar Királyság miniszterelnöke 1899-től 1903-as lemondásáig. A Magyar Tudományos Akadémia tagja. Fivére, Széll Ignác, Vas vármegye alispánja.

## Családja és származása

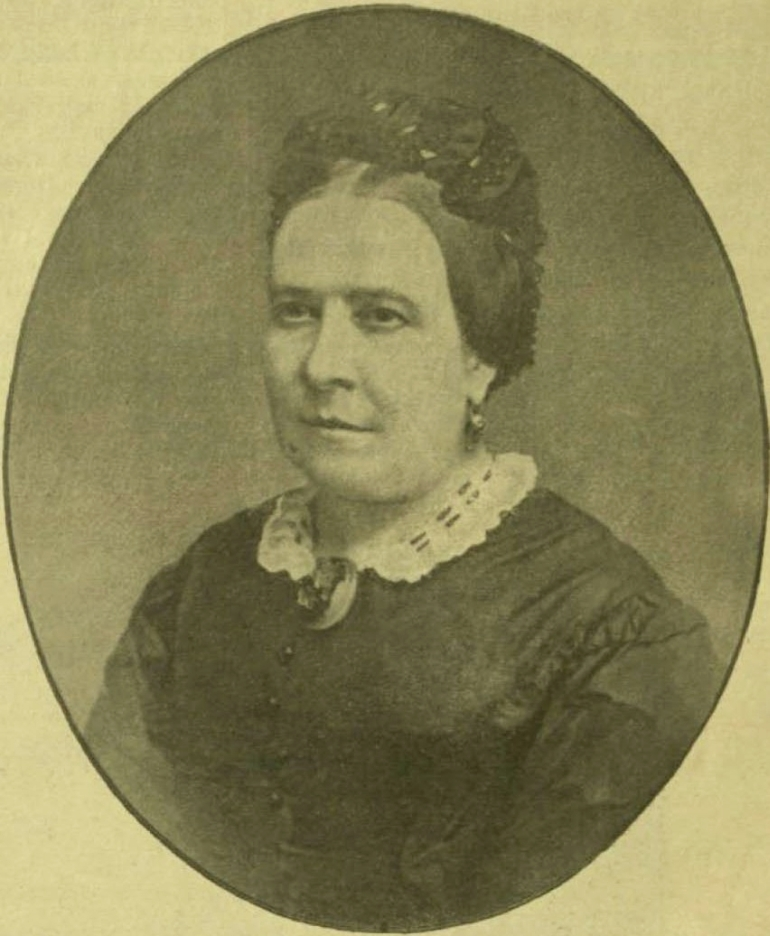
Dukai és szentgyörgyvölgyi Széll Józsefné felsőeőri Bertha Julianna (1817-1873) asszonyság, Széll Kálmán édesanyja.

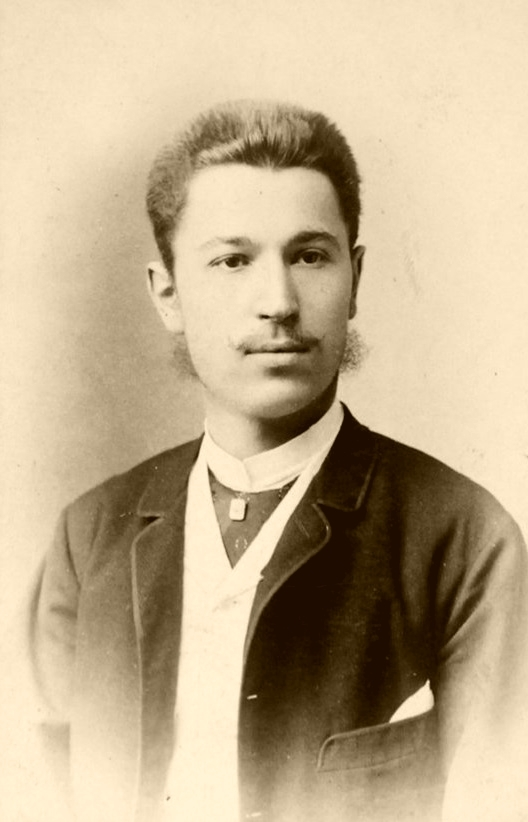
Széll Kálmán fiatal korában

A Vas vármegyében birtokos dukai és szentgyörgyvölgyi Széll család III. Ferdinánd magyar királytól nyert címeres levelet 1639-ben. Apja dukai és szentgyörgyvölgyi Széll József (1801-1871), Vas vármegye főispáni helytartója, országgyűlési képviselő, édesanyja a Vas vármegyei ősi nemesi felsőőri Bertha család sarja, felsőőri Bertha Julianna (1817–1873) volt. Apai nagyszülei dukai és szentgyörgyvölgyi Széll János Kristóf (1763–1844), 1809-es felkelési főhadnagy, táblabíró, földbirtokos, és rábabogyoszlói Vajda Antónia (1770–1833) asszony voltak. Anyai nagyszülei felsőőri Bertha Ignác (1780–1847), Vas vármegye alispánja, táblabíró, földbirtokos, valamint lovászi és szentmargitai Sümeghy Judit Marianna (1792–1880) úrnő voltak. Széll Kálmán keresztszülei lukafalvi Zarka János (1804-1856), királyi személynök és neje, nagylónyai és vásárosnaményi Lónyay Emília voltak.
Tekintélyes felmenői között anyai dédapja lovászi és szentmargitai Sümeghy József (1757–1832), Zala vármegye első alispánja és királyi tanácsos, aki a dunántúli ősrégi nádasdi Nádasdy-, valamint a meszleni Meszlény-, a Hahót nemzetségbeli Csány-, a lengyeltóti Lengyel- és több más előkelő családból vette származását. Anyai nagyanyjának a fivére lovászi és szentmargitai Sümeghy Ferenc (1819–1869), Deák-párti országgyűlési képviselő, politikus, söjtöri földbirtokos, aki egyben közeli baráti viszonyban állt Deák Ferenncel. Az apai nagybátyjai Széll Imre (1793-1856), királyi hétszemélynök, Vas vármegye. követe és főjegyzője, Széll Kristóf (1809-1884), udvari tanácsos, Szent István-rend keresztese, és Széll János (1812-1849) vasi főszolgabíró voltak. Az anyai nagybátyjai: felsőőri Bertha Antal (1808–1874) Vas vármegye főjegyzője, országgyűlési követe, táblabíró, földbirtokos, valamint chernelházi Chernel Ferdinánd (1815-1891), Vas vármegye alispánja, királyi tanácsos, akinek a neje, felsőeőri Bertha Mária Emília (1820-1893) volt.

## Életpályája
Tanulmányait Sopronban és Szombathelyen végezte, a jogot Budapesten hallgatta és jogtudományi doktorként szerzett oklevelet 1866-ban a pesti tudományegyetemen, majd 1867-ben szolgabíróként kezdte meg pályafutását, Vas vármegyében. A következő esztendőtől azonban már a szentgotthárdi, 1881-től pedig a pozsonyi 2. számú választókerületet képviselte kormánypárti programmal. Hét éven át jegyzője volt a Háznak és állandó előadója a pénzügyi bizottságnak, központi bizottságnak, a horvát ügyekben kiküldött országos bizottságoknak és a delegáció hadügyi bizottságának. Kiváló munkásságot fejtett ki minden téren, főleg gazdasági és pénzügyi kérdésekben. Sokat volt Deák Ferenc körében, kinek kedvencévé vált – Deák Ferenc 1868-tól 1875-ig a nyarat mindig nála töltötte Rátóton.

### Házassága és leszármazottjai

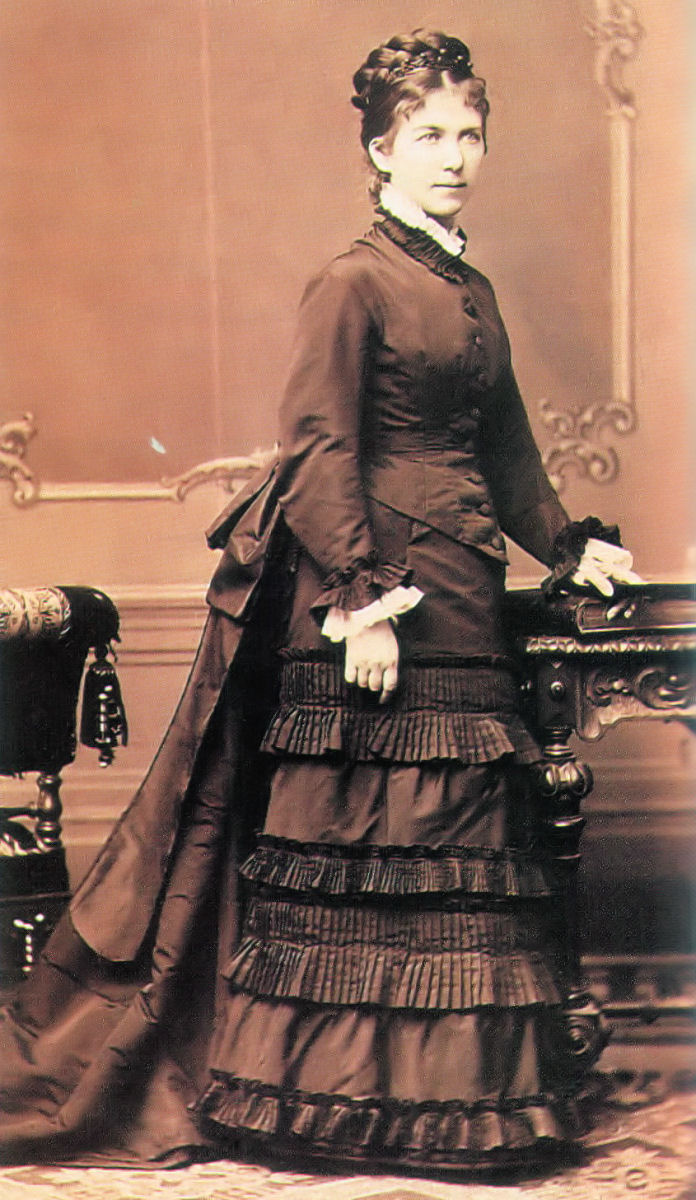
Széll Kálmánné Vörösmarty Ilona (1846-1910), Vörösmarty Mihály lánya

Széll Kálmán 1867. szeptember 16-án feleségül vette Deák Ferenc gyámleányát, a nemesi származású Vörösmarty Ilona Etelka Mária Laura (Pest, 1846. május 2.–Budapest, 1910. december 13.) kisasszonyt(en), akinek a szülei Vörösmarty Mihály és csajági Csajághy Laura voltak. 1900. március 8-án a magyar uralkodó Széll Kálmánné Vörösmarty Ilonának a palotahölgyi rangot adományozta. Egyes vélemények szerint tehetségén kívül Deákkal való családi kapcsolata is segítette Széll Kálmán gyors előrehaladását. Széll Kálmán és Vörösmarty Ilona házasságából egyetlenegy leány született:
- dukai és szentgyörgyvölgyi Széll Ilona (Rátót, 1868. május 19. – Szombathely, 1945. május 17.).[7][8] Férje: bernecki Bernrieder János (Gindlicsalád, 1867. december 7. – Rátót, 1954. március 12.), nagybirtokos, tartalékos hadnagy.[9]
- dukai és szentgyörgyvölgyi Széll Ferenc Kálmán (Rátót, 1868. május 19. – Rátót, 1868. május 20.).[10]

### Pénzügyminiszterként
Több ízben kínáltak fel neki miniszteri tárcákat, míg végre 1875 márciusában, a Deák-párt és a Balközép egyesülése után a Szabadelvű Párt színeiben 1875 márciusában pénzügyminiszter lett. 1878 októberében, a boszniai okkupáció után megvált a miniszteri poszttól. Határozott és takarékos miniszter volt, aki megszervezte az adófelügyelői intézményt. Legnagyobb sikere volt az Osztrák–Magyar Bank létrehozása.
Mint pénzügyminiszter kezébe vette az ország megromlott pénzügyeinek rendezését és megrendült hitelének helyreállítását; szigorú, takarékos, erélyes és öntudatos pénzügyi politikával rendet hozott az állam-háztartásba. Az állami bevételeket addig nem sejtett magasságra emelte, a pénzügyi adminisztrációt reorganizálta, a keleti és a tiszai vasutat megszerezte és ezzel megteremtette a később bekövetkezett vasúti államosítás első feltételét; létesítette az 1878-i pénzügyi és gazdasági kiegyezést Ausztriával, a bankkérdést az egységes osztrák banknak közös osztrák–magyar bankká alakításával megoldotta; alatta az átvett deficit felénél kisebb összegre szállott le és az államháztartás az egyensúlyhoz közel került. Az ország hitelét helyreállítván, a függő adósságok konvertálásával a régi törlesztéses kölcsönök helyett megteremtette és meghonosította a magyar rentét.
Adóemelései, melyeket politikailag elődje, Ghyczy Kálmán készített elő, megoldották a magyar költségvetésnek az 1870-es évek közepére fellépő válságát, amelyet súlyosbított, hogy az 1867-es kiegyezést követően évekre túlzott gazdasági optimizmus uralkodott el az országon. Széll 63 millió forintos éves deficittel vette át a költségvetést és 23 millió forintos deficittel adta át. A költségvetést stabilizáló jövedelemadó-emeléseiért Deák-pártiként keményen meg kellett küzdenie saját miniszterelnökével, a Balközép vezérével, Tisza Kálmánnal is (aki olyan látszatintézkedéseket támogatott, mint a fegyveradó, fényűzési adó, biliárdadó és a vadászati adó). 
Az Osztrák–Magyar Bank ügyében Széll szintén harcban állt Tiszával, aki eredetileg önálló magyar jegybank felállításán fáradozott, amelytől nagy kamatmentes kölcsönöket remélt, de az ehhez szükséges gazdasági-pénzügyi átalakításokat nem vállalta. („Magától Széll Kálmántól hallottam, hogy a kiegyezési alkudozások elején azt mondta Tiszának: Adok egy esztendei időt a bankügyben, addig nem nyilatkozom az önálló bank ellen. Csináljátok meg, ha tudjátok” – írta később Halász Imre újságíró, Széll barátja, hozzátéve, hogy ha Tisza nem a bankügyi akciót teszi az osztrákokkal folyó pénzügyi kiegyezési tárgyalások kulcskérdésévé, talán Széllnek sikerülhetett volna eredményt elérni a magyarokat jelentősen megterhelő fogyasztási adók ügyében, amelyek az osztrák államkasszába folytak be.)
Széll Kálmán nagy eredménye volt a magyar költségvetés nemzetközi hitelfelvevő pozíciójának megteremtése az úgynevezett „6%-os aranyjáradék” formájában. Ez egy két részletben történt 80 millió forintos kibocsátás volt 6%-os kamat mellett. (A „magas kamatláb” az állam kedvezőtlen pénzügyi helyzetének és a nemzetközi pénzpiac kedvezőtlen viszonyainak volt betudható – magyarázta később Halász Imre.)

### A pénzügyi életben

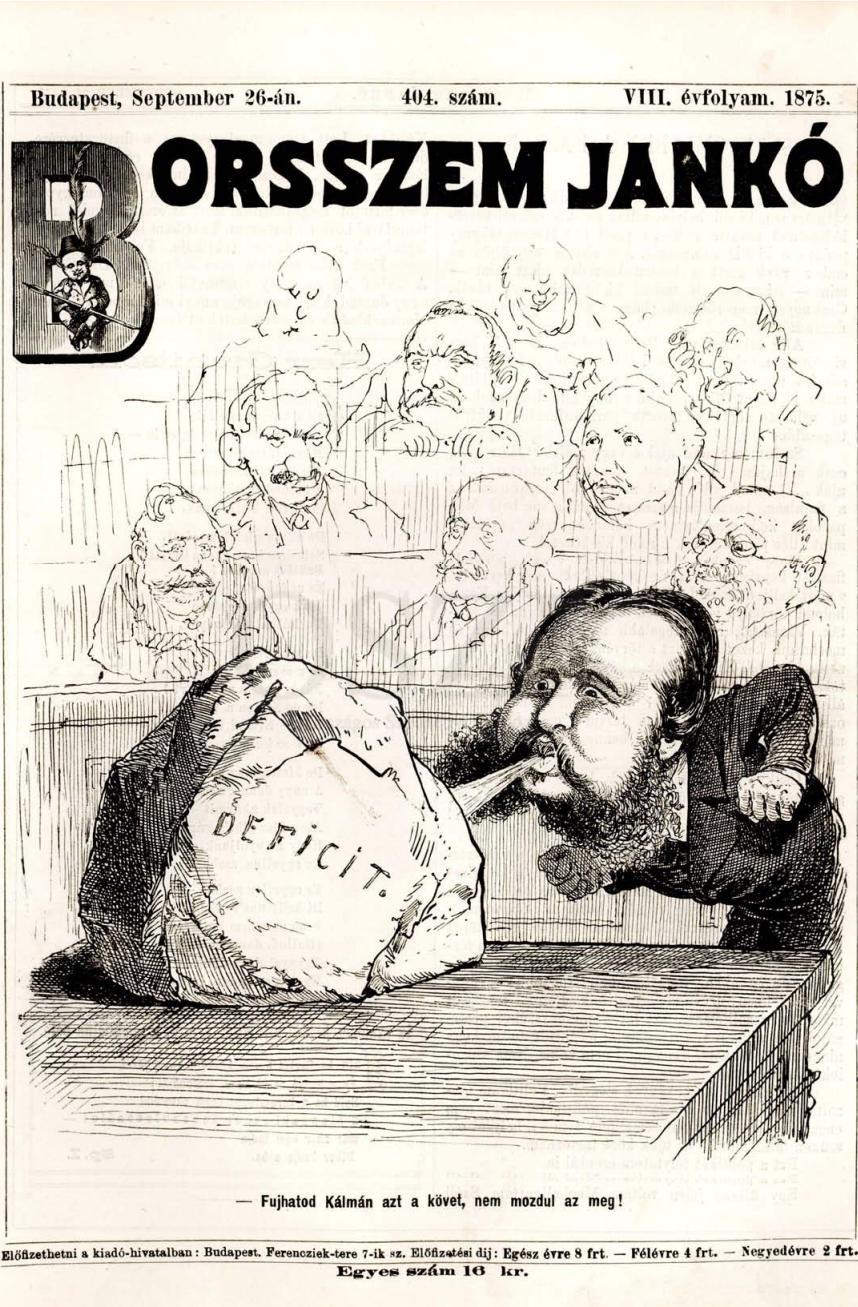
A Borsszem Jankó című élclap karikatúrája 1875-ben

1878-tól mintagazdasággá fejlesztette rátóti birtokát, ahol a szarvasmarha-tenyészetével szerzett maradandó hírnevet. Emellett s eltekintve úttörő munkásságától a mezőgazdaság s különösen az állattenyésztés terén, amelynek eredménye a világhírű rátót-héraházi siementali törzstenyészet, még nemzeti kulturális célok előmozdítására is időt szakított, nagy gonddal vezetvén a Dunántúli Közmívelödési Egyesület ügyeit.
1880. február 24-én nagyszabású költségvetési beszédet mondott, melyben előre rámutatott a kormány akkor folytatott pénzügyi politikájának később csakugyan bekövetkezett súlyos következményeire. 1881-ben régi kerületében a függetlenségi párt ellenében kisebbségben maradván, Pozsony város II. kerülete harmadnapra mandátummal tisztelte meg. Megalkotta a Magyar Jelzálog Hitelbankot, s ennek és a Leszámítoló banknak igazgatósági elnöke lett. 1881-től 1899-ig a Leszámítoló Bank igazgatója, 1886 és 1899 között, majd 1907-től haláláig az általa alapított Magyar Jelzálog Hitelbank igazgatóságának elnöke volt.

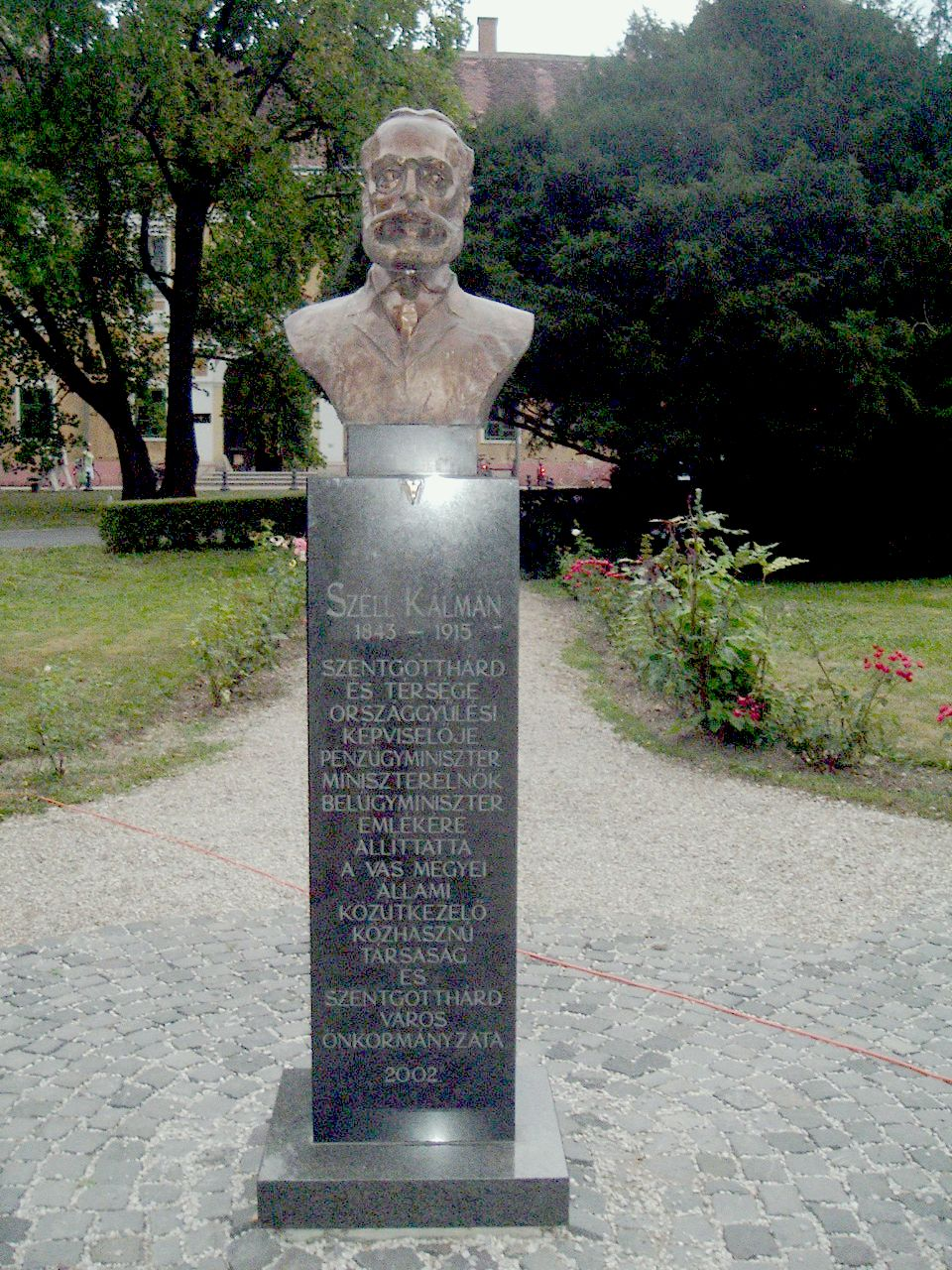
Széll Kálmán szobra Szentgotthárdon

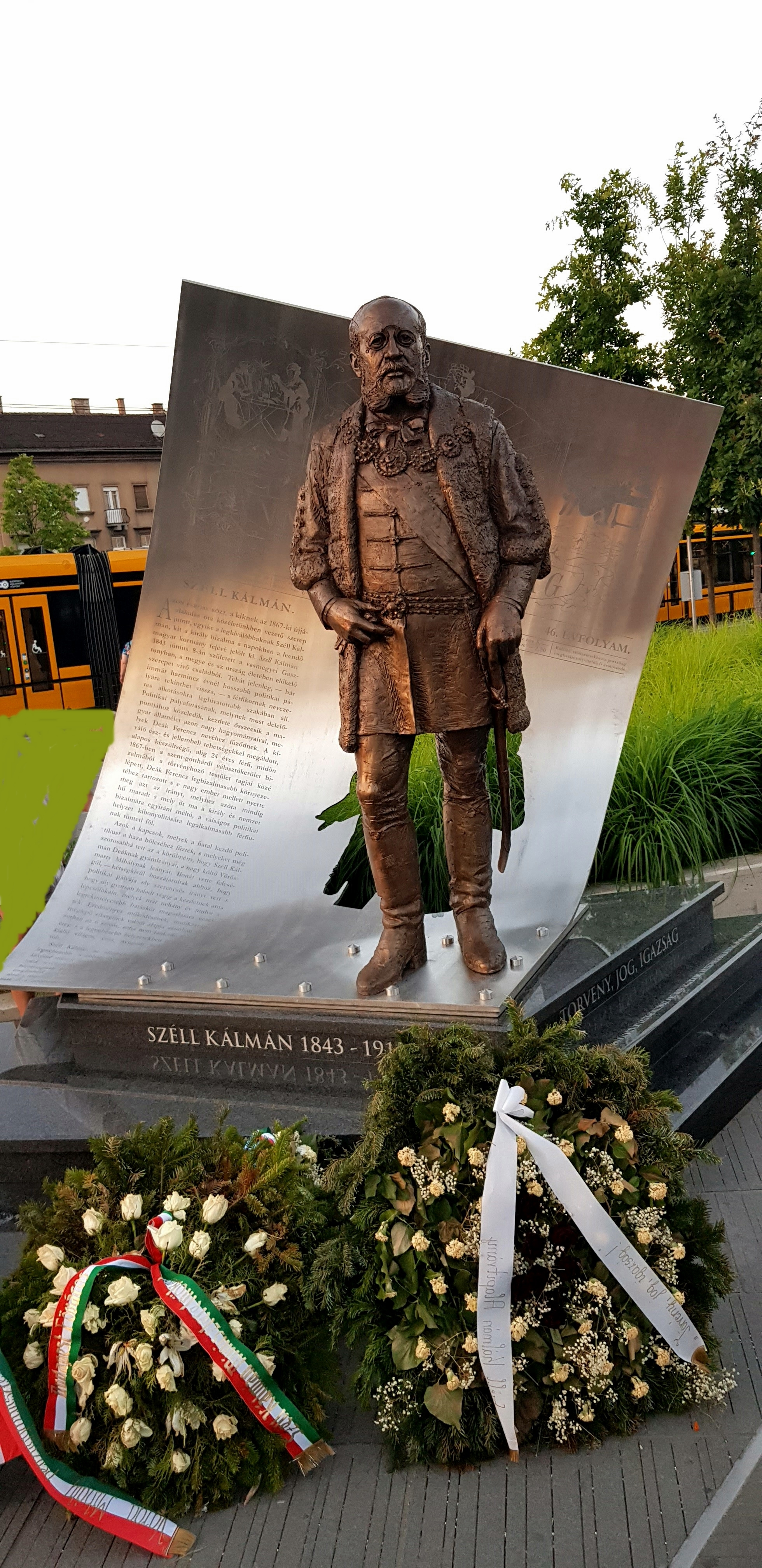
Szobra a róla elnevezett téren
Budapest II. kerület

1887-ben Kőszegen tartott nagyszabású programbeszédében kifejtette azokat az eszméket, amelyek később a pénzügyi rendezésben főleg a szeszadó- és a regáletörvényben érvényre jutottak. A pénzügyi tárcával újból ismételten megkínáltatott, de nem fogadta el. Időközben Ferenc József király a valóságos belső titkos tanácsosi méltóságot adományozta neki. Számos éven át a delegáció és a pénzügyi bizottság tagja. 1893-ban a Lipót-rend nagykeresztjét szerezte adományban az uralkodótól. Elnöke volt az 1892:XXI. tc. értelmében kiküldött országos ellenőrző bizottságnak, továbbá a Millenniumi Országos Bizottságnak és 1896-tól több ízben a delegációnak, a pénzügyi, továbbá a közigazgatási bizottságnak. Részt vett a valuta-szabályozás tárgyában egybehívott országos ankéten. 1891 és 1898 között a Millenniumi Országos Bizottságnak, 1892-től a képviselőház pénzügyi bizottságának, 1896-tól az interparlamentáris konferencia elnöke volt.
A közművelődési egyesületek 1896-i kongresszusán egyik társelnök volt. Az 1896-ban Budapesten tartott interparlamentáris konferencia magyar csoportjának elnöke volt. Az 1910 június 26-án alakult országos pártfogó egyesület elnökévé választotta. Elnöke volt 1896-tól 1898-ig az országos kvótabizottságnak, amelynek munkálataira irányadó befolyást gyakorolt. Az 1880-ban tartott beszéden kívül első minisztersége után a Házban csak elvétve hallatta szavát; 1897 végétől a belpolitikai események újra vezérszerep elvállalására kényszerítették.

### Ismét a politikában
Az egyre jobban elmélyülő gazdasági válság idején, 1897 végén, ismét aktívan vett részt a magyar politikai életben. Az ellenzék obstrukciójának erőszakos megrendszabályozása ellen latba vetette befolyását; az úgynevezett lex Tiszát aláírta ugyan, de csak azért, hogy megakadályozza a Szabadelvű Párt végső bomlását. A békés kibontakozás mellett foglalt határozott állást, tiltakozott a kormány által tervezett házfeloszlatás ellen, amelyet költségvetési provizórium híján alkotmány-ellenesnek tartott. Ily értelemben informálta a királyt is, aki 1899. január 26-án megbízta, hogy losonci Bánffy Dezső báró kormányelnökkel együtt a béketárgyalásokat vezesse; de Bánffy báró magatartása az ellenzék gyűlölködése miatt egyre inkább lehetetlenné lévén, a Bánffy-kormány bukása után 1899. február 26-án a király Széllt a kabinet megalakításával bízta meg, mire az ellenzék, az obstrukciót leszerelve, az ún. paktumot írta alá. Ezzel egyidejűleg a belügyminiszteri tisztséget is betöltötte.

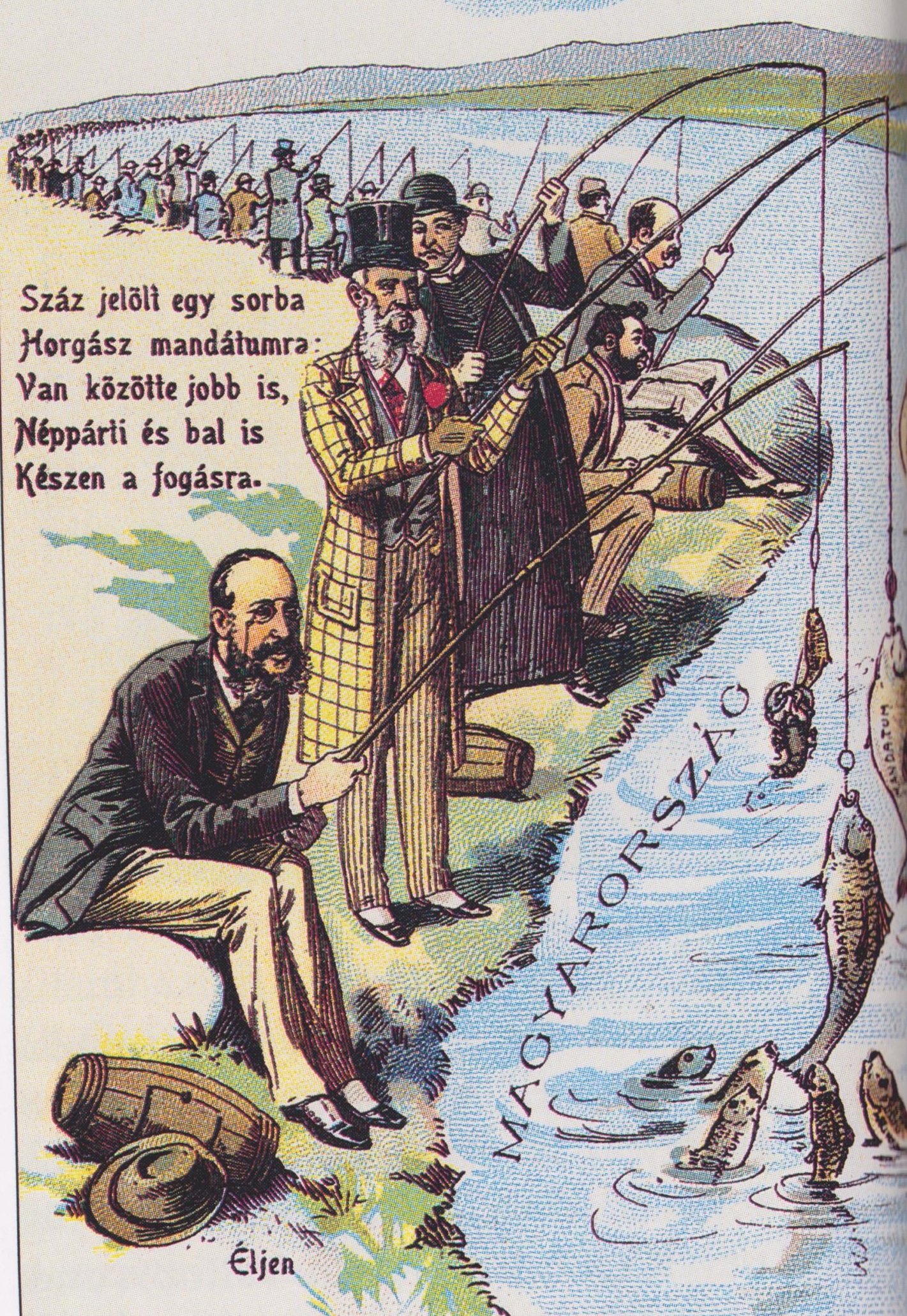
Emléklap az 1901-es választási győzelemről

A Képviselőházban kifejtett kormányprogramja alapján, melynek a »törvény, jog és igazság«-ra való hivatkozása politikai szállóigévé vált, a Nemzeti párt belépett a Szabadelvű Pártba. Rövid pár hét alatt a Képviselőház valamennyi megakasztott törvényjavaslatot megszavazta, mégpedig a gazdasági kiegyezés ideiglenes rendezését az általa felállított úgynevezett Széll-formula alapján egészen más alapokra fektetve. Gyors egymásutánban a kúriai bíráskodásról szóló törvényt és az új házszabályokat is megalkotta a képviselőház. Az ausztriai Thun-kabinettel folytatott újabb kiegyezési tárgyalások során újabb biztosítékkal bástyázta körül az Ausztriával fennálló kereskedelmi viszonyt és a külállamokkal szemben fennálló kereskedelmi szerződések lejáratának egyidejűségét. A kabinetben mint belügyminiszter is fontos reformokat létesített. Rendezte a lelenc-ügyet s rendszeresen gondoskodott törvény útján a hét éven felüli züllött gyermekekről; a közigazgatást egyszerűsítette és gondoskodott a községi közegek kiképzéséről. Fiuméban helyreállította a törvényes rendet s azt állandó és egészséges alapokra helyezte. Az általa vallott elvek alapján jött létre az új összeférhetetlenségi törvény Archiválva 2007. október 28-i dátummal a Wayback Machine-ben. Az 1901-i általános választásokból a Széll Kálmán programja alapján álló Szabadelvű Párt nagy diadallal, két harmados többséggel került ki.
1902 márciusában a király a Szent István-rend nagykeresztjével tüntette ki. Ugyanebben az évben a Magyar Tudományos Akadémia igazgató tagjává választották. 1902. december 31-én majdnem egyévi tárgyalások után sikerült az ausztriai Koerber-kormánnyal megkötnie az új gazdasági kiegyezést. Kormánya széles körű támogatást élvezett, majd a véderőfejlesztés miatt ismét kiújultak az ellentétek. 1903-ban az általa benyújtott fölemelt létszámú újoncjavaslat ellen, melyben rendezni kívánta az újonclétszám megajánlását és az újoncjutalékot, a szélsőbaloldal obstrukciót indított, amellyel szemben ő a passzív rezisztencia álláspontjára helyezkedett. Mivel az obstrukciót az indemnitási javaslatra is kiterjesztették, az ellenzék sikeresen megakadályozta a költségvetés elfogadását a törvény szabta határidőn belül, így május 1-jén beállott a költségvetésen kívüli állapot. A Szabadelvű Párt egy része Apponyi vezetése alatt nemzeti vívmányokat, a másik része pedig, Tiszával az élén, erélyes rendszabályokat követelt. Ezek miatt Széll beadta lemondását (kísérve az összes pártok elismerésétől), 1903. június 27-én távozni kényszerült tisztségéből. Ez után visszavonult rátóti birtokára és a Házban sokáig nem jelent meg.
Kormányzása viszonylagos nyugalmat hozott az amúgy zaklatott közéletbe, amit leginkább Tisza István és köre (pl Perczel Dezső házelnök) tüzelt a kormányoldalról, az ellenzék részéről pedig szinte mindenki. Az 1904. november 18-i események, az ún „zsebkendőszavazás” miatt mandátumáról lemondott és a pártból is kilépett. Kerülete újra felkérte a jelöltségre és időközben a Ház feloszlattatván, az általános választásoknál újra megválasztotta. Az 1905–1906-os magyarországi belpolitikai válság során többször ama politikusok közt volt, kiknek véleményét Ferenc József király kikérte a kialakult helyzettel kapcsolatban.

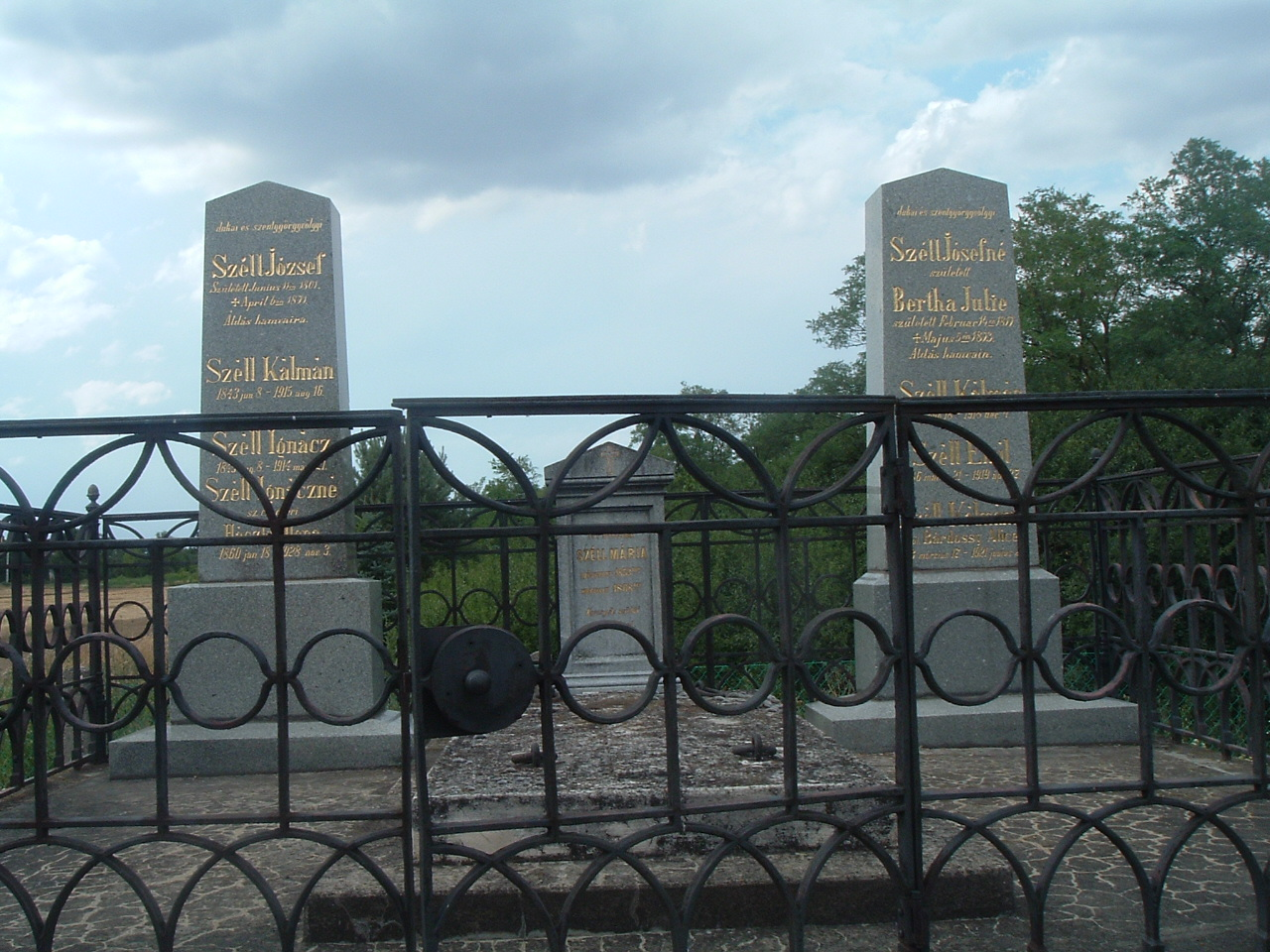
Széll Kálmán sírja a táplánfai temetőben

1906. március 24-én szentgotthárdi választói előtt tartott beszédében pálcát tört a Fejérváry-kormány felett, élesen ostorozva különösen a vezérlő-bizottság akkoriban történt feloszlatását. Két héttel rá bekövetkezvén a békés kibontakozás, kerülete újra megválasztotta. 1906. májusában belépett az Alkotmánypártba, amelynek 1910-es feloszlásáig elnöke volt. Ugyanattól az évtől számítva alkotmánypárti, 1910-11-ben pedig párton kívüli programmal képviselte a szentgotthárdi választókerületet. 1911 után már csak a gazdasági életben vállalt szerepet.

## Kitüntetései
Megkapta a valóságos belső titkos tanácsosi (v.b.t.t.) címet, majd 1893-ban Lipót-renddel, 1902-ben pedig a Szent István-rend nagykeresztjével tüntették ki.

## Emlékezete
- Az Országos Közművelődési Tanácsnak Széll Kálmán és Wekerle Sándor emlékezetére 1928. október 14-én tartott XX. közgyűlése : Némethy Károly, Berzeviczy Albert, Vass József beszédei
- Budapesten 1929-től 1951-ig tér viselte a nevét, amikor az akkori kommunista vezetés a közterület elnevezését Moszkva térre változtatta. A Fővárosi Közgyűlés 2011. április 27-ei ülésén javasolta a Földrajzinév-bizottságnak, hogy a tér elnevezését változtassa vissza Széll Kálmán térre. Május 12-én hivatalosan is átnevezték.

## Származása
| dukai és szentgyörgyvölgyi Széll Kálmán (Gasztony, 1843. június 8.– Rátót, 1915. augusztus 16.) politikus | Apja: dukai és szentgyörgyvölgyi Széll József (Bucsu, 1801. május 11.– Szombathely, 1871. április 6.) Vasmegye főispáni helytartója, országgyűlési képviselő, földbirtokos | Apai nagyapja: dukai és szentgyörgyvölgyi Széll János Kristóf (Bucsu, 1763. április 13.– Bucsu, 1844. augusztus 9.) 1809-es felkelési főhadnagy, táblabíró, földbirtokos | Apai nagyapai dédapja: dukai és szentgyörgyvölgyi Széll Miklós (Söpte, 1720. augusztus 9.– Bucsu, 1796. október 17.) földbirtokos (Szülei: dukai és szentgyörgyvölgyi Széll József és orczi Orczy Julianna)                                                            |
| dukai és szentgyörgyvölgyi Széll Kálmán (Gasztony, 1843. június 8.– Rátót, 1915. augusztus 16.) politikus | Apja: dukai és szentgyörgyvölgyi Széll József (Bucsu, 1801. május 11.– Szombathely, 1871. április 6.) Vasmegye főispáni helytartója, országgyűlési képviselő, földbirtokos | Apai nagyapja: dukai és szentgyörgyvölgyi Széll János Kristóf (Bucsu, 1763. április 13.– Bucsu, 1844. augusztus 9.) 1809-es felkelési főhadnagy, táblabíró, földbirtokos | Apai nagyapai dédanyja: nemes Ráth Anna (Bucsu, 1730. január 13.– Bucsu, 1766. december 31.) (Szülei: nemes Ráth János és hertelendi és vindornyalaki Hertelendy Borbála)                                                                                              |
| dukai és szentgyörgyvölgyi Széll Kálmán (Gasztony, 1843. június 8.– Rátót, 1915. augusztus 16.) politikus | Apja: dukai és szentgyörgyvölgyi Széll József (Bucsu, 1801. május 11.– Szombathely, 1871. április 6.) Vasmegye főispáni helytartója, országgyűlési képviselő, földbirtokos | Apai nagyanyja: rábabogyoszlói Vajda Antónia (Benkeháza, 1770. december 22. – Bucsu, 1833. január 14.)                                                                   | Apai nagyanyai dédapja: rábabogyoszlói Vajda Ádám (Rábabogyoszló, 1746. január 31. – Kaposvár, 1804. május 7.) földbirtokos (Szülei: rábabogyoszlói Vajda Ferenc, táblabíró, földbirtokos, és niczki Niczky Terézia)                                                   |
| dukai és szentgyörgyvölgyi Széll Kálmán (Gasztony, 1843. június 8.– Rátót, 1915. augusztus 16.) politikus | Apja: dukai és szentgyörgyvölgyi Széll József (Bucsu, 1801. május 11.– Szombathely, 1871. április 6.) Vasmegye főispáni helytartója, országgyűlési képviselő, földbirtokos | Apai nagyanyja: rábabogyoszlói Vajda Antónia (Benkeháza, 1770. december 22. – Bucsu, 1833. január 14.)                                                                   | Apai nagyanyai dédanyja: noszlopi Noszlopy Anna (Nemesdömölk, 1744. június 5.–?) (Szülei: noszlopi Noszlopy Sándor, földbirtokos, és szalonaki Dániel Julianna) |
| dukai és szentgyörgyvölgyi Széll Kálmán (Gasztony, 1843. június 8.– Rátót, 1915. augusztus 16.) politikus | Anyja: felsőőri Bertha Julianna Anna (Rábahídvég, 1817. február 15.– Táplánfa, 1873. május 5.)                                                                             | Anyai nagyapja: felsőőri Bertha Ignác (Rábahídvég, 1780. július 29. – Rábahídvég, 1847. február 4.) Vas vármegye alispánja, táblabíró, birtokos                          | Anyai nagyapai dédapja: felsőőri Bertha Márton (Rábahídvég, 1755. augusztus 12.– Rábahídvég, 1786. január 31.) földbirtokos (Szülei: felsőőri Bertha Imre, földbirtokos, és szili Szily Katalin)                                                                       |
| dukai és szentgyörgyvölgyi Széll Kálmán (Gasztony, 1843. június 8.– Rátót, 1915. augusztus 16.) politikus | Anyja: felsőőri Bertha Julianna Anna (Rábahídvég, 1817. február 15.– Táplánfa, 1873. május 5.)                                                                             | Anyai nagyapja: felsőőri Bertha Ignác (Rábahídvég, 1780. július 29. – Rábahídvég, 1847. február 4.) Vas vármegye alispánja, táblabíró, birtokos                          | Anyai nagyapai dédanyja: nemes Lancsics Klára (1756.–Rábahídvég, 1824. március 24.) (Szülei: Lancsics György, és nemes Balogh Kata) |
| dukai és szentgyörgyvölgyi Széll Kálmán (Gasztony, 1843. június 8.– Rátót, 1915. augusztus 16.) politikus | Anyja: felsőőri Bertha Julianna Anna (Rábahídvég, 1817. február 15.– Táplánfa, 1873. május 5.)                                                                             | Anyai nagyanyja: lovászi és szentmargitai Sümeghy Judit Marianna (Söjtör, 1792. július 14.– Tömörd, 1880. október 23.)                                                   | Anyai nagyanyai dédapja: lovászi és szentmargitai Sümeghy József (Alsóbagod, 1757. március 20.– Söjtör, 1832. március 10.) királyi tanácsos, Zala vm. első alispánja, földbirtokos (Szülei: nemes Sümeghy Ferenc, táblabíró, földbirtokos, és pókafalvi Póka Marianna) |
| dukai és szentgyörgyvölgyi Széll Kálmán (Gasztony, 1843. június 8.– Rátót, 1915. augusztus 16.) politikus | Anyja: felsőőri Bertha Julianna Anna (Rábahídvég, 1817. február 15.– Táplánfa, 1873. május 5.)                                                                             | Anyai nagyanyja: lovászi és szentmargitai Sümeghy Judit Marianna (Söjtör, 1792. július 14.– Tömörd, 1880. október 23.)                                                   | Anyai nagyanyai dédanyja: lovászi Jagasics Julianna (Zalapataka, 1775. január 3.- Söjtör, 1804. szeptember 15.) (Szülei: lovászi Jagasics András, Zala vármegye alispánja, táblabíró, földbirtokos, és rábabogyószlói Vajda Sára)                                      |

## A Vörösmarty–Széll–Bajza családok kapcsolata
|                             |                             |                             |                             |                             |                             |  |  |                               |                               |                               |                               |                               |                               |                               |                               |                               |                               |                              |                              |                              |                              |                            |                            |                            |                            | Csajághy János (1780–1846) | Csajághy János (1780–1846) | Csajághy János (1780–1846) | Csajághy János (1780–1846) | Csajághy János (1780–1846)    | Csajághy János (1780–1846)    |                                 |                                 | Takó Zsuzsanna (1788–1859)      | Takó Zsuzsanna (1788–1859)      | Takó Zsuzsanna (1788–1859)      | Takó Zsuzsanna (1788–1859)      | Takó Zsuzsanna (1788–1859)         | Takó Zsuzsanna (1788–1859)         |                                    |                                    |                                    |                                    |                             |                             |                             |                             |                             |                             |                             |                             |                          |                          |                          |                          |                        |                        |                        |                        |  |  |                   |                   |                   |                   |                   |                   |  |  |  |  |
|                             |                             |                             |                             |                             |                             |  |  |                               |                               |                               |                               |                               |                               |                               |                               |                               |                               |                              |                              |                              |                              |                            |                            |                            |                            | Csajághy János (1780–1846) | Csajághy János (1780–1846) | Csajághy János (1780–1846) | Csajághy János (1780–1846) | Csajághy János (1780–1846)    | Csajághy János (1780–1846)    |                                 |                                 | Takó Zsuzsanna (1788–1859)      | Takó Zsuzsanna (1788–1859)      | Takó Zsuzsanna (1788–1859)      | Takó Zsuzsanna (1788–1859)      | Takó Zsuzsanna (1788–1859)         | Takó Zsuzsanna (1788–1859)         |                                    |                                    |                                    |                                    |                             |                             |                             |                             |                             |                             |                             |                             |                          |                          |                          |                          |                        |                        |                        |                        |  |  |                   |                   |                   |                   |                   |                   |  |  |  |  |
|                             |                             |                             |                             |                             |                             |  |  |                               |                               |                               |                               |                               |                               |                               |                               |                               |                               |                              |                              |                              |                              |                            |                            |                            |                            |                            |                            |                            |                            |                               |                               |                                 |                                 |                                 |                                 |                                 |                                 |                                    |                                    |                                    |                                    |                                    |                                    |                             |                             |                             |                             |                             |                             |                             |                             |                          |                          |                          |                          |                        |                        |                        |                        |  |  |                   |                   |                   |                   |                   |                   |  |  |  |  |
|                             |                             |                             |                             |                             |                             |  |  |                               |                               |                               |                               |                               |                               |                               |                               |                               |                               |                              |                              |                              |                              |                            |                            |                            |                            |                            |                            |                            |                            |                               |                               |                                 |                                 |                                 |                                 |                                 |                                 |                                    |                                    |                                    |                                    |                                    |                                    |                             |                             |                             |                             |                             |                             |                             |                             |                          |                          |                          |                          |                        |                        |                        |                        |  |  |                   |                   |                   |                   |                   |                   |  |  |  |  |
|                             |                             |                             |                             |                             |                             |  |  |                               |                               |                               |                               | Vörösmarty Mihály (1800–1855) | Vörösmarty Mihály (1800–1855) | Vörösmarty Mihály (1800–1855) | Vörösmarty Mihály (1800–1855) | Vörösmarty Mihály (1800–1855) | Vörösmarty Mihály (1800–1855) |                              |                              | Csajághy Laura (1825–1882)   | Csajághy Laura (1825–1882)   | Csajághy Laura (1825–1882) | Csajághy Laura (1825–1882) | Csajághy Laura (1825–1882) | Csajághy Laura (1825–1882) |                            |                            |                            |                            |                               |                               |                                 |                                 |                                 |                                 |                                 |                                 |                                    |                                    |                                    |                                    | Csajághy Júlia (1817–1887)         | Csajághy Júlia (1817–1887)         | Csajághy Júlia (1817–1887)  | Csajághy Júlia (1817–1887)  | Csajághy Júlia (1817–1887)  | Csajághy Júlia (1817–1887)  |                             |                             | Bajza József (1804–1858)    | Bajza József (1804–1858)    | Bajza József (1804–1858) | Bajza József (1804–1858) | Bajza József (1804–1858) | Bajza József (1804–1858) |                        |                        |                        |                        |  |  |                   |                   |                   |                   |                   |                   |  |  |  |  |
|                             |                             |                             |                             |                             |                             |  |  |                               |                               |                               |                               | Vörösmarty Mihály (1800–1855) | Vörösmarty Mihály (1800–1855) | Vörösmarty Mihály (1800–1855) | Vörösmarty Mihály (1800–1855) | Vörösmarty Mihály (1800–1855) | Vörösmarty Mihály (1800–1855) |                              |                              | Csajághy Laura (1825–1882)   | Csajághy Laura (1825–1882)   | Csajághy Laura (1825–1882) | Csajághy Laura (1825–1882) | Csajághy Laura (1825–1882) | Csajághy Laura (1825–1882) |                            |                            |                            |                            |                               |                               |                                 |                                 |                                 |                                 |                                 |                                 |                                    |                                    |                                    |                                    | Csajághy Júlia (1817–1887)         | Csajághy Júlia (1817–1887)         | Csajághy Júlia (1817–1887)  | Csajághy Júlia (1817–1887)  | Csajághy Júlia (1817–1887)  | Csajághy Júlia (1817–1887)  |                             |                             | Bajza József (1804–1858)    | Bajza József (1804–1858)    | Bajza József (1804–1858) | Bajza József (1804–1858) | Bajza József (1804–1858) | Bajza József (1804–1858) |                        |                        |                        |                        |  |  |                   |                   |                   |                   |                   |                   |  |  |  |  |
|                             |                             |                             |                             |                             |                             |  |  |                               |                               |                               |                               |                               |                               |                               |                               |                               |                               |                              |                              |                              |                              |                            |                            |                            |                            |                            |                            |                            |                            |                               |                               |                                 |                                 |                                 |                                 |                                 |                                 |                                    |                                    |                                    |                                    |                                    |                                    |                             |                             |                             |                             |                             |                             |                             |                             |                          |                          |                          |                          |                        |                        |                        |                        |  |  |                   |                   |                   |                   |                   |                   |  |  |  |  |
|                             |                             |                             |                             |                             |                             |  |  |                               |                               |                               |                               |                               |                               |                               |                               |                               |                               |                              |                              |                              |                              |                            |                            |                            |                            |                            |                            |                            |                            |                               |                               |                                 |                                 |                                 |                                 |                                 |                                 |                                    |                                    |                                    |                                    |                                    |                                    |                             |                             |                             |                             |                             |                             |                             |                             |                          |                          |                          |                          |                        |                        |                        |                        |  |  |                   |                   |                   |                   |                   |                   |  |  |  |  |
| Vörösmarty Béla (1844–1904) | Vörösmarty Béla (1844–1904) | Vörösmarty Béla (1844–1904) | Vörösmarty Béla (1844–1904) | Vörösmarty Béla (1844–1904) | Vörösmarty Béla (1844–1904) |  |  | Vörösmarty Mihály (1845–1848) | Vörösmarty Mihály (1845–1848) | Vörösmarty Mihály (1845–1848) | Vörösmarty Mihály (1845–1848) | Vörösmarty Mihály (1845–1848) | Vörösmarty Mihály (1845–1848) |                               |                               | Vörösmarty Ilona (1846–1910)  | Vörösmarty Ilona (1846–1910)  | Vörösmarty Ilona (1846–1910) | Vörösmarty Ilona (1846–1910) | Vörösmarty Ilona (1846–1910) | Vörösmarty Ilona (1846–1910) |                            |                            | Széll Kálmán (1843–1915)   | Széll Kálmán (1843–1915)   | Széll Kálmán (1843–1915)   | Széll Kálmán (1843–1915)   | Széll Kálmán (1843–1915)   | Széll Kálmán (1843–1915)   |                               |                               | Vörösmarty Erzsébet (1847–1879) | Vörösmarty Erzsébet (1847–1879) | Vörösmarty Erzsébet (1847–1879) | Vörösmarty Erzsébet (1847–1879) | Vörösmarty Erzsébet (1847–1879) | Vörösmarty Erzsébet (1847–1879) |                                    |                                    | Vörösmarty Irma (1848–1849)        | Vörösmarty Irma (1848–1849)        | Vörösmarty Irma (1848–1849)        | Vörösmarty Irma (1848–1849)        | Vörösmarty Irma (1848–1849) | Vörösmarty Irma (1848–1849) |                             |                             |                             |                             |                             |                             |                          |                          |                          |                          |                        |                        |                        |                        |  |  |                   |                   |                   |                   |                   |                   |  |  |  |  |
| Vörösmarty Béla (1844–1904) | Vörösmarty Béla (1844–1904) | Vörösmarty Béla (1844–1904) | Vörösmarty Béla (1844–1904) | Vörösmarty Béla (1844–1904) | Vörösmarty Béla (1844–1904) |  |  | Vörösmarty Mihály (1845–1848) | Vörösmarty Mihály (1845–1848) | Vörösmarty Mihály (1845–1848) | Vörösmarty Mihály (1845–1848) | Vörösmarty Mihály (1845–1848) | Vörösmarty Mihály (1845–1848) |                               |                               | Vörösmarty Ilona (1846–1910)  | Vörösmarty Ilona (1846–1910)  | Vörösmarty Ilona (1846–1910) | Vörösmarty Ilona (1846–1910) | Vörösmarty Ilona (1846–1910) | Vörösmarty Ilona (1846–1910) |                            |                            | Széll Kálmán (1843–1915)   | Széll Kálmán (1843–1915)   | Széll Kálmán (1843–1915)   | Széll Kálmán (1843–1915)   | Széll Kálmán (1843–1915)   | Széll Kálmán (1843–1915)   |                               |                               | Vörösmarty Erzsébet (1847–1879) | Vörösmarty Erzsébet (1847–1879) | Vörösmarty Erzsébet (1847–1879) | Vörösmarty Erzsébet (1847–1879) | Vörösmarty Erzsébet (1847–1879) | Vörösmarty Erzsébet (1847–1879) |                                    |                                    | Vörösmarty Irma (1848–1849)        | Vörösmarty Irma (1848–1849)        | Vörösmarty Irma (1848–1849)        | Vörösmarty Irma (1848–1849)        | Vörösmarty Irma (1848–1849) | Vörösmarty Irma (1848–1849) |                             |                             |                             |                             |                             |                             |                          |                          |                          |                          |                        |                        |                        |                        |  |  |                   |                   |                   |                   |                   |                   |  |  |  |  |
|                             |                             |                             |                             |                             |                             |  |  |                               |                               |                               |                               |                               |                               |                               |                               |                               |                               |                              |                              |                              |                              |                            |                            |                            |                            |                            |                            |                            |                            |                               |                               |                                 |                                 |                                 |                                 |                                 |                                 |                                    |                                    |                                    |                                    |                                    |                                    |                             |                             |                             |                             |                             |                             |                             |                             |                          |                          |                          |                          |                        |                        |                        |                        |  |  |                   |                   |                   |                   |                   |                   |  |  |  |  |
|                             |                             |                             |                             |                             |                             |  |  |                               |                               |                               |                               |                               |                               |                               |                               |                               |                               |                              |                              |                              |                              |                            |                            |                            |                            |                            |                            |                            |                            |                               |                               |                                 |                                 |                                 |                                 |                                 |                                 |                                    |                                    |                                    |                                    |                                    |                                    |                             |                             |                             |                             |                             |                             |                             |                             |                          |                          |                          |                          |                        |                        |                        |                        |  |  |                   |                   |                   |                   |                   |                   |  |  |  |  |
|                             |                             |                             |                             |                             |                             |  |  |                               |                               |                               |                               |                               |                               |                               |                               |                               |                               |                              |                              | Széll Ilona (1868–1945)      | Széll Ilona (1868–1945)      | Széll Ilona (1868–1945)    | Széll Ilona (1868–1945)    | Széll Ilona (1868–1945)    | Széll Ilona (1868–1945)    |                            |                            |                            |                            | Heckenast Gusztáv (1811–1878) | Heckenast Gusztáv (1811–1878) | Heckenast Gusztáv (1811–1878)   | Heckenast Gusztáv (1811–1878)   | Heckenast Gusztáv (1811–1878)   | Heckenast Gusztáv (1811–1878)   |                                 |                                 | Beniczkyné Bajza Lenke (1839–1905) | Beniczkyné Bajza Lenke (1839–1905) | Beniczkyné Bajza Lenke (1839–1905) | Beniczkyné Bajza Lenke (1839–1905) | Beniczkyné Bajza Lenke (1839–1905) | Beniczkyné Bajza Lenke (1839–1905) |                             |                             | Beniczky Ferenc (1833–1905) | Beniczky Ferenc (1833–1905) | Beniczky Ferenc (1833–1905) | Beniczky Ferenc (1833–1905) | Beniczky Ferenc (1833–1905) | Beniczky Ferenc (1833–1905) |                          |                          | Bajza Jenő (1840–1863)   | Bajza Jenő (1840–1863)   | Bajza Jenő (1840–1863) | Bajza Jenő (1840–1863) | Bajza Jenő (1840–1863) | Bajza Jenő (1840–1863) |  |  | Bajza Irén (1843) | Bajza Irén (1843) | Bajza Irén (1843) | Bajza Irén (1843) | Bajza Irén (1843) | Bajza Irén (1843) |  |  |  |  |
|                             |                             |                             |                             |                             |                             |  |  |                               |                               |                               |                               |                               |                               |                               |                               |                               |                               |                              |                              | Széll Ilona (1868–1945)      | Széll Ilona (1868–1945)      | Széll Ilona (1868–1945)    | Széll Ilona (1868–1945)    | Széll Ilona (1868–1945)    | Széll Ilona (1868–1945)    |                            |                            |                            |                            | Heckenast Gusztáv (1811–1878) | Heckenast Gusztáv (1811–1878) | Heckenast Gusztáv (1811–1878)   | Heckenast Gusztáv (1811–1878)   | Heckenast Gusztáv (1811–1878)   | Heckenast Gusztáv (1811–1878)   |                                 |                                 | Beniczkyné Bajza Lenke (1839–1905) | Beniczkyné Bajza Lenke (1839–1905) | Beniczkyné Bajza Lenke (1839–1905) | Beniczkyné Bajza Lenke (1839–1905) | Beniczkyné Bajza Lenke (1839–1905) | Beniczkyné Bajza Lenke (1839–1905) |                             |                             | Beniczky Ferenc (1833–1905) | Beniczky Ferenc (1833–1905) | Beniczky Ferenc (1833–1905) | Beniczky Ferenc (1833–1905) | Beniczky Ferenc (1833–1905) | Beniczky Ferenc (1833–1905) |                          |                          | Bajza Jenő (1840–1863)   | Bajza Jenő (1840–1863)   | Bajza Jenő (1840–1863) | Bajza Jenő (1840–1863) | Bajza Jenő (1840–1863) | Bajza Jenő (1840–1863) |  |  | Bajza Irén (1843) | Bajza Irén (1843) | Bajza Irén (1843) | Bajza Irén (1843) | Bajza Irén (1843) | Bajza Irén (1843) |  |  |  |  |